# تسمم غذائي بالإسقمري
التسمم الغذائي بالإسقمري، المعروف أيضًا باسم scombroid البسيط، هو مرض ينتقل عن طريق الطعام وينتج عادةً عن تناول الأسماك الفاسدة. قد تشمل الأعراض الجلد المسحوق والصداع والحكة وعدم وضوح الرؤية وتشنجات البطن والإسهال. تبدأ الأعراض عادة بعد 10 إلى 60 دقيقة من تناول الطعام ويمكن أن تستمر لمدة تصل إلى يومين. نادرا، قد تحدث مشاكل في التنفس أو عدم انتظام ضربات القلب.
يحدث Scombroid من تناول الأسماك التي تحتوي على نسبة عالية من الهستامين بسبب التخزين أو المعالجة غير اللائقة. السمك تورط عادة تشمل التونة، والماكريل، ماهي ماهي، السردين، الأنشوجة، الرنجة، السمك الأزرق، سريولا، ومارلن . هذه الأسماك بشكل طبيعي على مستويات عالية من الهستيدين التي يتم تحويلها إلى الهستامين عندما يحدث نمو البكتيريا أثناء التخزين غير السليم. الطبخ اللاحق أو التدخين أو التجميد إلى القضاء على الهستامين. يعتمد التشخيص عادة على الأعراض وقد يكون مدعومًا بتريباز الدم الطبيعي. إذا ظهرت أعراض على عدد من الأشخاص الذين يتناولون نفس السمك، فمن المرجح أن يكون هناك تشخيص.
يتم الوقاية عن طريق تبريد الأسماك أو تجميدها فور اكتشافها. العلاج بشكل عام مع مضادات الهيستامين مثل ديفينهيدرامينو رانيتيدين . يمكن استخدام الإيبينيفرين لعلاج الأعراض الشديدة. إلى جانب التسمم بالسمك ciguatera، فهو أحد أكثر أنواع التسمم بالمأكولات البحرية شيوعًا. ويحدث ذلك على مستوى العالم في كل المعتدلة والاستوائية المياه. تم الإبلاغ عن وفاة واحدة فقط. تم وصف الحالة لأول مرة في عام 1799.

## علامات وأعراض
تحدث الأعراض عادة في غضون 10-30 دقيقة من تناول السمك وعادة ما تكون محدودة ذاتيًا. الأشخاص الذين يعانون منالربو أكثر عرضة لمشاكل في الجهاز التنفسي مثل الصفير أو القصبات الهوائية. ومع ذلك، قد تظهر الأعراض أكثر من ساعتين بعد تناول طبق مدلل. عادة ما تستغرق حوالي 10 إلى 14 ساعة، ونادراً ما تتجاوز يوم إلى يومين.
تشير أولى علامات التسمم إلى حدوث تفاعل تحسسي مع الأعراض التالية:
- احمرار الوجه/التعرق
- حرقان الفلفل طعم الأحاسيس في الفم والحنجرة
- دوخة
- غثيان
- صداع الراس
- عدم انتظام دقات القلب
- أعراض شبيهة بالبرد.

### أعراض إضافية
يمكن للأعراض المذكورة أعلاه التقدم إلى:
- طفح الوجه (حكة شديدة قد تصاحب الطفح الجلدي)
- الجذع أو طفح الجسم: الطفح الجلدي المرتبط بتسمم الغدة الدرقية هو شكل من أشكال الشرى، ولكن في الغالب لا يشمل الجلد (مناطق غير مكتملة من تورم الجلد تعرف أيضًا باسم خلايا النحل) والتي يمكن رؤيتها في الحساسية الحقيقية.
- وذمة (هذا معمم إذا حدث على الإطلاق)
- الإسهال على المدى القصير Diarrhea
- تشنجات البطن .

في أسوأ الحالات، قد يسبب التسمم:
- عدم وضوح الرؤية
- الضائقة التنفسية
- تورم اللسان

في حالات نادرة، قد يؤدي التسمم إلى الموت.

## الأسباب
على عكس العديد من أنواع التسمم الغذائي، لا يتم تكوين شكل الغدة الدرقية عن طريق ابتلاع أحد العوامل الممرضة. الهستيدين هو حمض أميني موجود بشكل طبيعي في العديد من أنواع الطعام، ومنها الأسماك. عند درجات حرارة أعلى من 16 درجة مئوية / 60 درجة فهرنهايت، يتم تحويل الهستيدين إلى الهستامين أمين الحيوي عن طريق إنزيم الهيكسيدين ديكاربوكسيلاز الذيتنتجه البكتيريا التكافلية مثل Morganella morganii (وهذا هو أحد الأسباب وراء تخزين الأسماك في الثلاجة). لا يتم تدمير الهيستامين بسبب درجات الحرارة العادية للطهي، لذلك حتى الأسماك المطبوخة بشكل صحيح يمكن أن تؤدي إلى التسمم. الهستامين هو المادة الكيميائية الطبيعية الرئيسية المسؤولة عن ردود الفعل التحسسية الحقيقية، وبالتالي فإن الأعراض الناتجة تكاد تكون متطابقة مع حساسية الطعام . نادرا ما يكون الجبن متورطا.

## التشخيص
يمكن أن يكون التمييز بين الأورام السكرية من حساسية الأسماك أمرًا صعبًا مع وجود أعراض مماثلة. في بالإسقمري الدم تريبتاز أمر طبيعي عموما، في حين أن الحساسية مرتفعة ذلك.

### الوقاية
يتم الوقاية عن طريق تبريد الأسماك أو تجميدها مباشرة بعد قتلها. يمكن أيضًا تناول مضادات الهيستامين قبل تناول المأكولات البحرية.

## عــــــلاج
العلاج في شكل رعاية داعمة. إذا كان هناك إحساس بالضوء، فيجب على الشخص الاستلقاء مع رفع القدمين جزئيًا. مضادات الهيستامين مثل ديفينهيدرامين (حصار H1) ورانيتيدين (حصار H2) مع سوائل في الوريد قد تساعد في ظهور أعراض خفيفة إلى معتدلة. الإيبينيفرين مع الستيرويد لأعراض شديدة.

## تاريـــخ
يسمى متلازمة بعد الأسقمريات عائلة من الأسماك، والتي تشمل الماكريل، التونة و bonitos ، لأن الأوصاف الأولى من المرض لاحظت وجود علاقة مع هذه الأنواع، على الرغم من الأسماك nonscombroid مثل ميمي والسريولا أيضا أن يسبب هذه الحالة.

## علم الأوبئة
إن التقارير المعزولة عن التسمم الغذائي للعقدة السكرية في البشر الناجم عن الهستامين الموجود في أنسجة سمكة السديم الفاسدة التي لا معنى لها، والتي عادة ما تكون أسماك التونة، حدثت على مر السنين. في سبتمبر 2016، اعترضت السلطات في سنغافورة التونة المعلبة المستوردة من تايلاند بعد العثور على مستويات عالية من الهستامين. لم يتم الإبلاغ عن أي حالات إصابة بشرية. في عام 2015، أصيب 7 أشخاص في مقهى في سيدني بالمرض بعد تناول John Bull Tuna Chunky Style بزيت القرطم على سلطات التونة. التونة المعلبة كانت من تايلاند. ذكرت صحيفة شينزين بوست أن التسمم بالهيستامين من أسماك سكومبرويد يحدث غالبًا في الخريف بمقاطعة قوانغدونغ بالصين. في أغسطس 2013، تم تسمم 26 شخصًا في شنزن بعد تناولهم الماكريل الذي لا معنى له. أصيب عدة أشخاص بالمرض بعد تناول شطائر التونة في مقهى في أدنبرة في اسكتلندا في عام 2013. كان التونة قد جاء من غانا. في عام 2011، كان يُعتقد أن 20 تقريرًا عن التسمم الغذائي في أحد مطاعم ستوكهولم هو تسمم الهستامين في سمك التونة من السنغال. في عام 2012، اعترضت سلطات الصحة البيئية بالمملكة المتحدة في شمال شرق لينكولنشاير ودمرت شحنة من التونة من فيتنام بعد أن أبلغ عن إصابة أربعة من أفراد الطاقم بأعراض تسمم الهستامين. تم تحديد التونة المعلبة تجاريًا لتكون السبب في تسمم 232 شخصًا في شمال وسط الولايات المتحدة في عام 1973.